# Die Kosaken

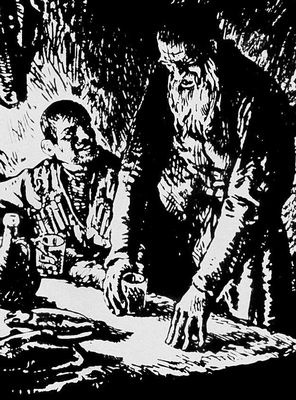
Illustration zu Die Kosaken – Jeroschka bei Olenin, 1936

Die Novelle Die Kosaken (russisch Казаки, Transliteration: Kazaki) des russischen Autors Lew Nikolajewitsch Tolstoi erschien 1863 als Fortsetzungsgeschichte in der Zeitschrift Der russische Bote (russisch: Русский вестник, Transliteration: Russkij vestnik). Thematisch gesehen bildet die Novelle den Abschluss von Tolstois literarischer Verarbeitung seiner Offizierszeit und Kriegseindrücke, der Geschichten wie etwa die Sevastopoler Erzählungen (1855/56) vorausgingen. Außerdem findet sich in dieser Novelle ein für das Werk Tolstois typischer Topos, der unter anderem auch in der Erzählung Familienglück (1859) vorkommt: die noble Idee der Selbstaufopferung – einzig für einen anderen Menschen zu leben, nicht für sich selbst.

## Inhalt
Moskau während der 1840er Jahre: Der wohlhabende Waise Dmitrij Andrejewitsch Olenin verbringt einen letzten Abend mit seinen Freunden beim Souper im Restaurant Chevalier. Der Morgen graut bereits, als er endlich mit seinem Diener Wanjuscha die Stadt auf einem Pferdeschlitten in Richtung Kaukasus verlässt. Unglücklich und unzufrieden mit seinem bisherigen Leben, in welchem Olenin die Liebe – von welcher er überzeugt war, dass es sie nicht gebe – versagt geblieben war, macht er sich auf, ein neues Leben als Junker im Kaukasus zu beginnen. Bisher hielt es ihn nirgendwo lange, weder in der Gesellschaft, noch im Staatsdienst, auch nicht in der Musik und schon gar nicht in der Landwirtschaft, doch von nun an sollte alles anders werden – er will sein Leben einem bestimmten Plan unterordnen, mit dem großen Ziel, am Ende Glück und Zufriedenheit zu erlangen. Während seiner Fahrt in den Kaukasus denkt er an seine Zeit in Moskau zurück, denkt an die unangebrachte Beziehung zu jenem reichen Fräulein, welches einer seiner Freunde liebte, rechnet zusammen wie viele Schulden er bei wem hat.
Olenins Truppe wird schließlich in ein Kosakendorf an der Grenze zur Tschetschnja, dem Gebiet der Tschetschenen, versetzt. Er quartiert sich mit seinem Diener Wanjuscha bei dem Fähnrich Ilja Wassiljewitsch ein, in dessen Tochter Marjanka er sich verliebt. Marjanka, die dem jungen und schneidigen Kosaken Lukaschka versprochen scheint, stellt für Olenin die wahre Liebe, das Idealbild einer Frau dar. In besagtem Dorf freundet sich Olenin mit Onkel Jeroschka, einem vormals berüchtigten und gefürchteten Helden der Kosaken, an. Von ihm will Olenin lernen ein wahrer Kosak zu werden und so verbringt er lange Abende mit ihm und begleitet ihn auf die Jagd. Als Olenin eines Tages alleine auf die Pirsch geht, wird ihm dabei bewusst, wie überaus glücklos sein bisheriges Leben war und er konstatiert für sich selbst, dass er das wahre Glück nur durch bedingungslose Liebe und Selbstaufopferung erlangen kann, denn „das Glück liegt darin, dass man nicht für sich selbst, sondern für andere lebt.“ Aus diesem Grund schenkt Olenin Lukaschka, den er für einen wackeren Burschen hält, sein zweites Pferd, was bei selbigem allerdings Unbehagen und Argwohn hervorruft.
Nach einiger Zeit in dem Dorf begegnet Olenin ein alter Bekannter aus Moskau, Fürst Bjelezki. Er beginnt mit diesem die Abende zuzubringen und geht auf Besuch zu diversen Veranstaltungen der Dorfmädchen, bei welchen er auch Marjanka besser kennen und vor allem lieben lernt. Um sein Glück zu vervollständigen, beschließt er endlich sie zu heiraten und ihr so ein besseres Leben zu bieten, allerdings im Dorf und nicht etwa in Moskau. Marjanka scheint, obwohl sie Lukaschka eigentlich liebt, den Avancen Olenins nicht abgeneigt zu sein und dieser verfällt, sei es ob des Einflusses Bjelezkis oder einfach nur aus Gewohnheit, immer mehr in alte Verhaltensmuster. Olenins Bestrebungen finden jedoch ein jähes Ende, als Lukaschka eines Tages auf der Grenzwache von einem Tschetschenen schwer verwundet wird. Marjanka wendet sich von Olenin ab, stößt ihn weg, woraufhin Olenin, sich der Bitte eines Kommandeurs – ein entfernter Verwandter von ihm, den er bei einem Feldzug gesehen hatte – entsinnend, um seine Versetzung zum Stab bittet und das Dorf verlässt.

## Exzerpte
„Leben muss man, und glücklich sein, und ich wünsche nur das eine Glück, gleichgültig, was ich bin, ein Tier wie die anderen, über die einmal nur Gras wächst und weiter nichts, oder ein Rahmen, der einen Teil der einigen Gottheit umschließt. Leben muss man, so gut man eben kann. Wie aber muss man leben, um glücklich zu sein, und weshalb bin ich bisher nicht glücklich gewesen?“ […] „Was für Ansprüche habe ich gestellt, was habe ich mir nicht alles ausgedacht und schließlich doch nur Schande und Kummer geerntet! Und wie wenig braucht man doch um glücklich zu sein!“ sagte er, „es ist ganz klar, das Glück liegt darin, dass man nicht für sich selbst, sondern für andere lebt.[…]“
„Ich weiß nun, wie es um mich steht, und ich fürchte nicht mehr, durch mein Gefühl erniedrigt zu werden, ich schäme mich meiner Liebe nicht, sondern ich bin stolz auf sie. […] ich wollte ja vor ihr fliehen, wollte mich selbst aufopfern […], indessen wuchs meine Liebe und Eifersucht nur noch mehr. Es ist nicht jene himmlische Liebe, die ich früher schon glaubte empfunden zu haben […], noch weniger aber ist es das Verlangen nach Genuss […]. Vielleicht liebe ich in ihr die Natur, die Verkörperung alles Schönen in ihr […].“
„So viel Verachtung, Zorn und Ekel las Olenin in ihren Zügen, dass es ihm augenblicklich klar wurde, dass er gar nichts zu hoffen habe und dass dieses Mädchen so unnahbar war, wie er es früher eingeschätzt hatte.“

## Interpretation
- Wilhelm Bode: Die Lehren Tolstois. Ein Gedanken-Auszug aus allen seinen Werken. W. Bodes Verlag, Weimar 1900. Reprint: Bibliobazaar, 2009 ISBN 1110214855; ISBN 1110214782 (Frakturschrift; darin ein sehr kleiner Abschnitt über Die Kosaken, S. 11–14)

## Hörbuch
- Die Kosaken, ungekürzt gelesen von André Beyer, Edition Apollon, Königs Wusterhausen 2011, 408 min., 6 CD

## Deutschsprachige Ausgaben
- Die Kosaken. Deutsch von August Scholz. 1923 B. Cassirer, Berlin
- Die Kosaken. Deutsch von Gisela Drohla. S. 5–205 in: Gisela Drohla (Hrsg.): Leo N. Tolstoj. Sämtliche Erzählungen. Dritter Band. Insel, Frankfurt am Main 1961 (2. Aufl. der Ausgabe in acht Bänden 1982)
- Die Kosaken. Kaukasische Erzählung aus dem Jahr 1852. S. 97–316 in: Lew Tolstoi. Krieg im Kaukasus. Die kaukasische Prosa, neu übersetzt und kommentiert von Rosemarie Tietze. Berlin 2018